# Іая
Іая Кізицька(Iaia of Cyzicus), — давньоримська художниця, яка жила за часів Марка Теренція Варрона (116–27 ст. до н. е.).

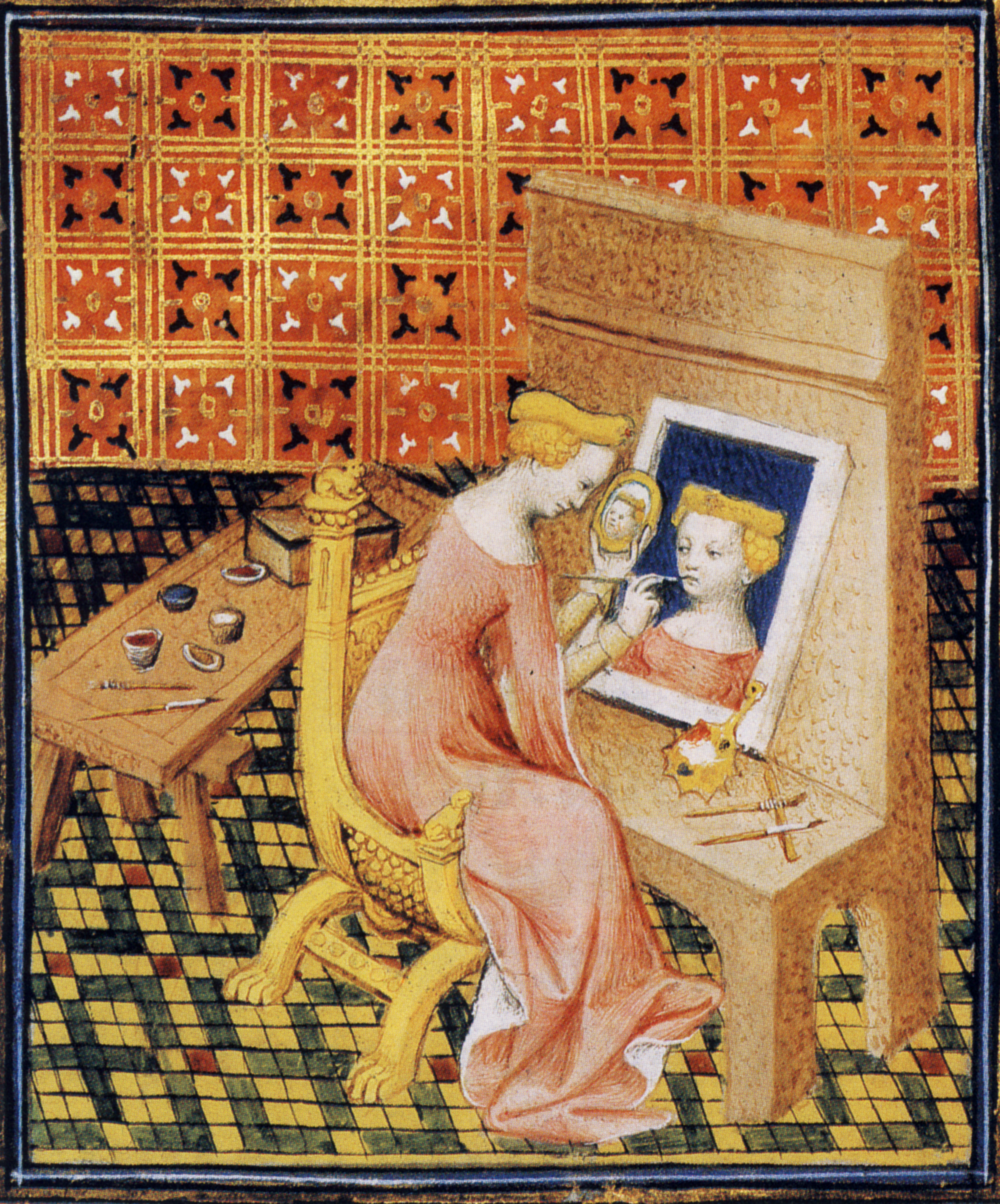
Зображення Іаї, XV століття, з французького перекладу De mulieribus claris

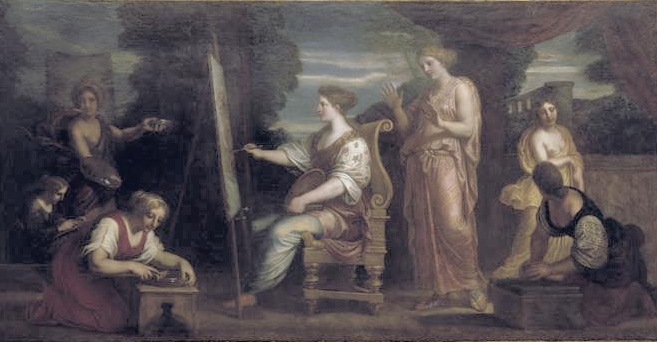
Мішель Корнель Молодший, картина Лали Кізицької, Версальський палац, 1672

Вона народилася в Кізику та була відомою живописцею та гравером по слоновій кістці. Іая, скоріш за все, приїхала до Риму, щоб задовольнити попит на мистецтво у пізній Республіці. Стверджуються, що на більшості її картин були зображені жінки. Пліній приписує їй велике панно із зображенням старої жінки та автопортрет. Казали, що вона працювала швидше і малювала краще за своїх конкурентів-чоловіків, Сополіса та Діоніса, що дозволило їй заробляти більше за них. Іая залишалася неодруженою до кінця своїх днів.

## Вплив на культуру

### Мистецтво
Іая (як Лалла) — одне з імен, яке відображається в інсталяції Джуді Чикаго «Heritage Floor».